# 聯合道公園
聯合道公園（英語：Junction Road Park），位於香港九龍仔聯合道。位置大概在樂富公園西北，香港浸會大學以東，廣播道東南面。在1983年11月26日由市政局議員陳子鈞主持開幕，是市政局百周年紀念項目之一。

## 設施

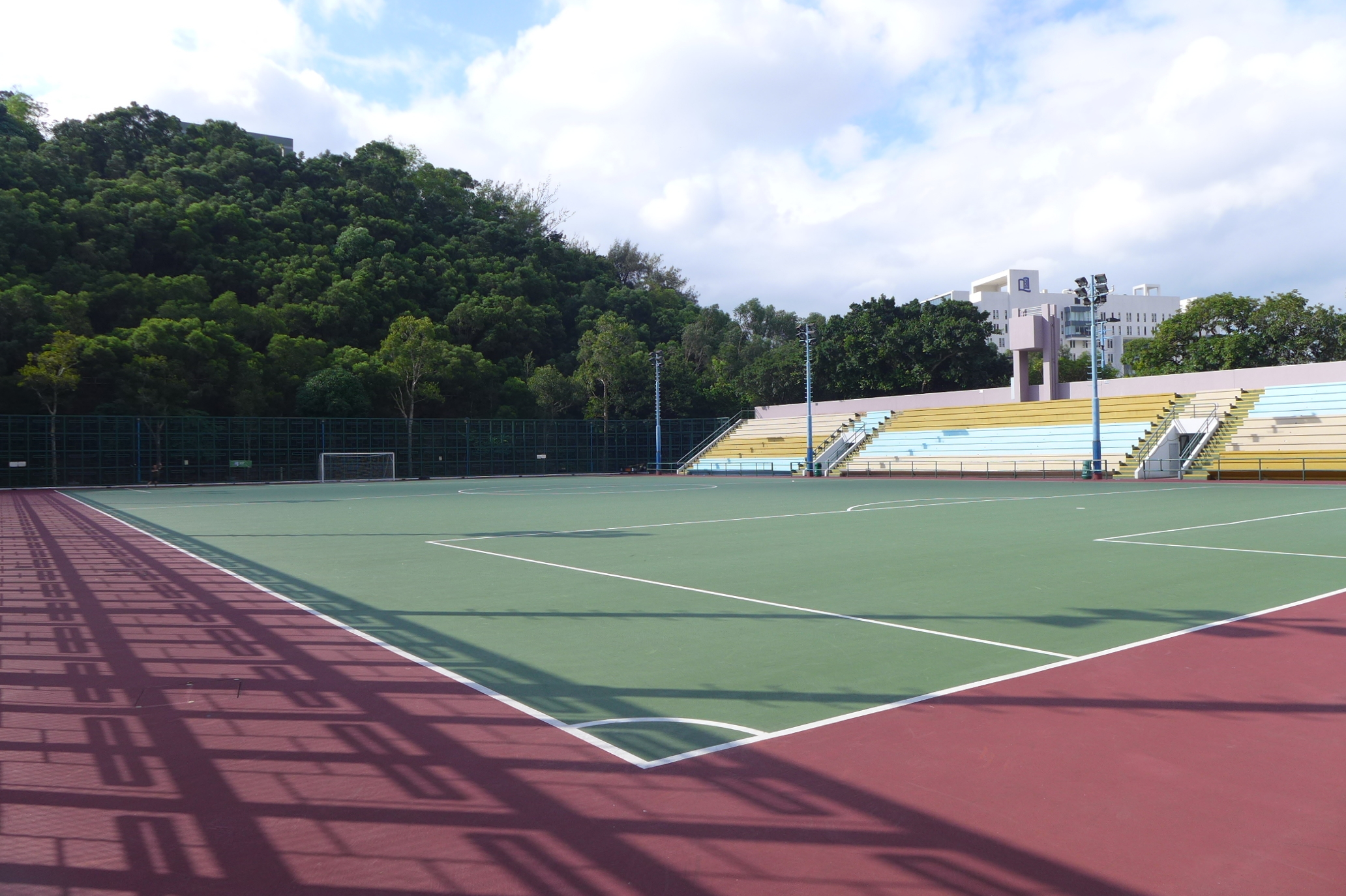
足球場

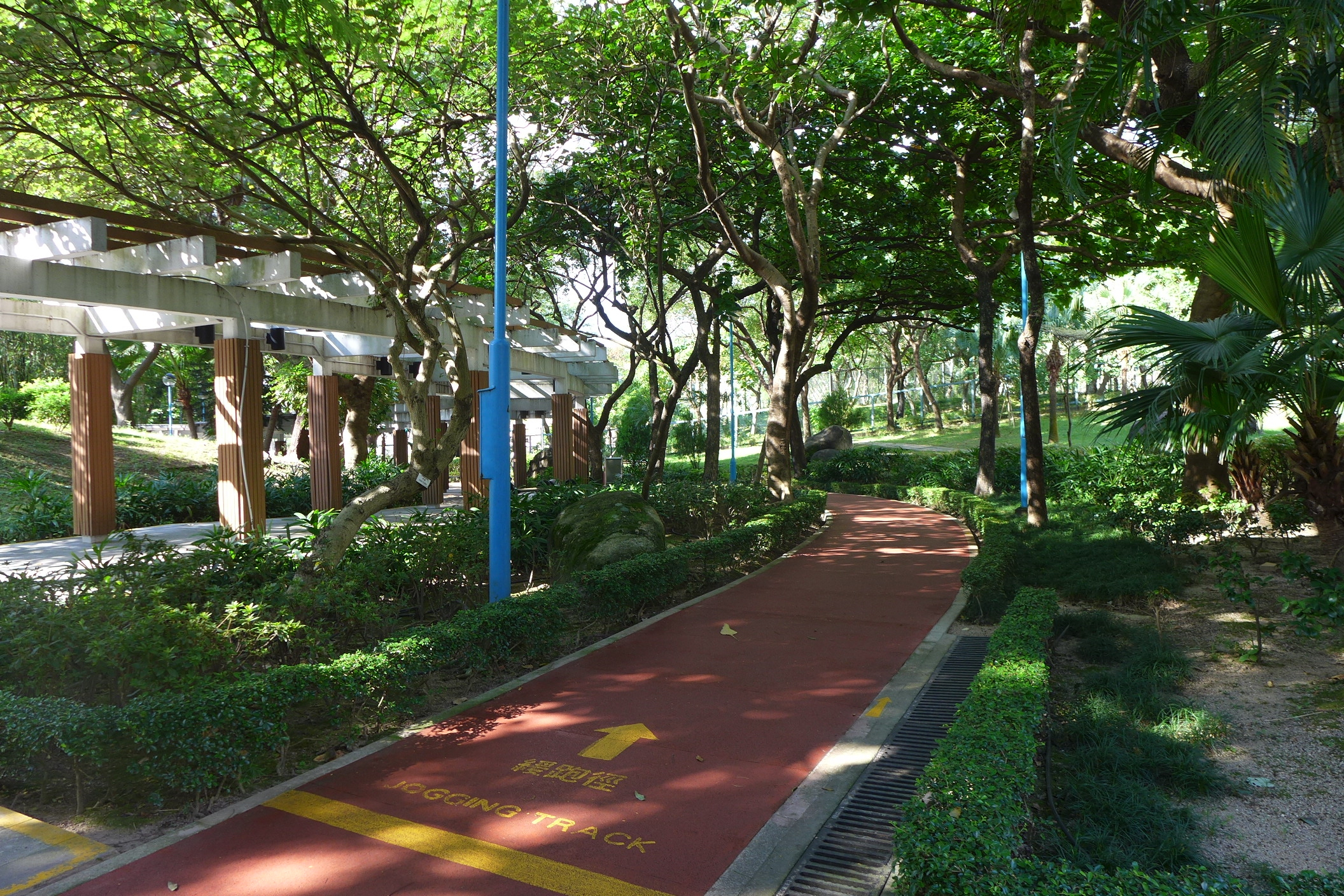
緩跑徑

公園內設有兩個籃球場、足球場、四個網球場、兒童遊樂場、緩跑徑及小食亭。公園昔日有一個池塘，養了不少魚類及大烏龜，不過到2000年代初被填平。聯合道公園在聯合道、竹園道及廣播道入口有一牌扁。而近聯合道設行人隧道通往對面的屋邨。

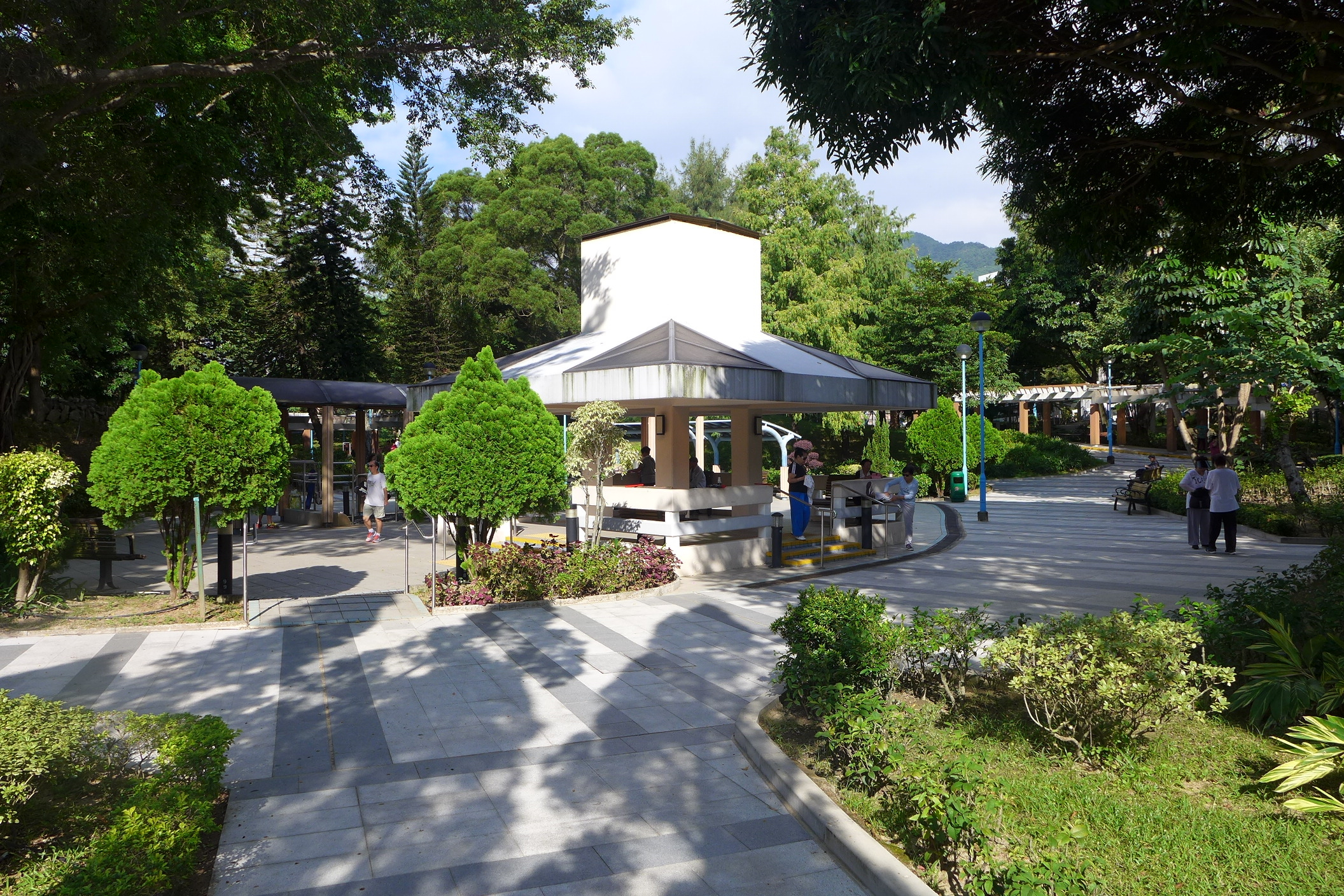
公園涼亭旁原為池塘，由鍾華楠建築事務所設計[3]，不過到2000年代初被填平，亭頂鏤空位置亦被封補
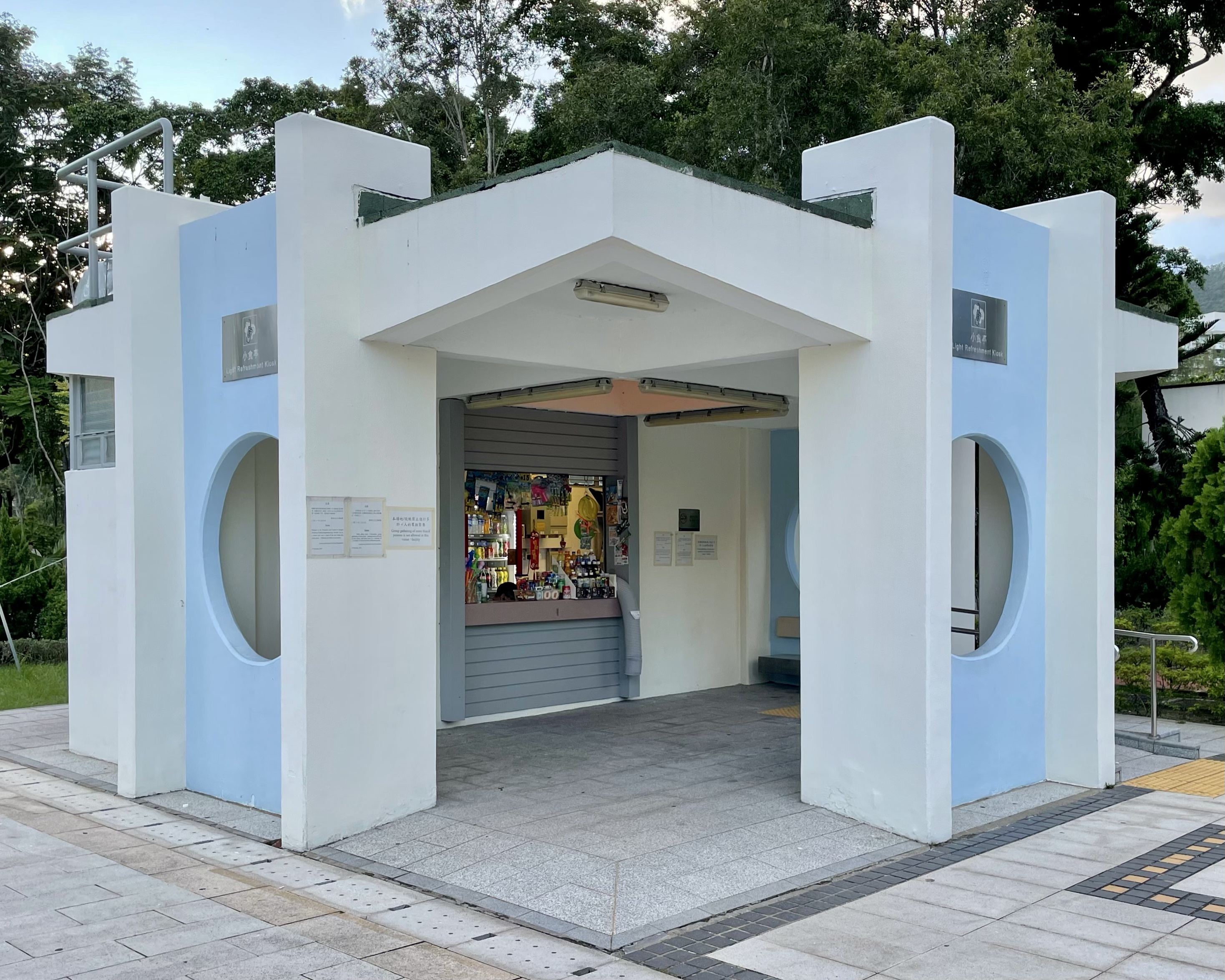
由鍾華楠建築事務所設計之小食亭，中空牆壁初為紅色
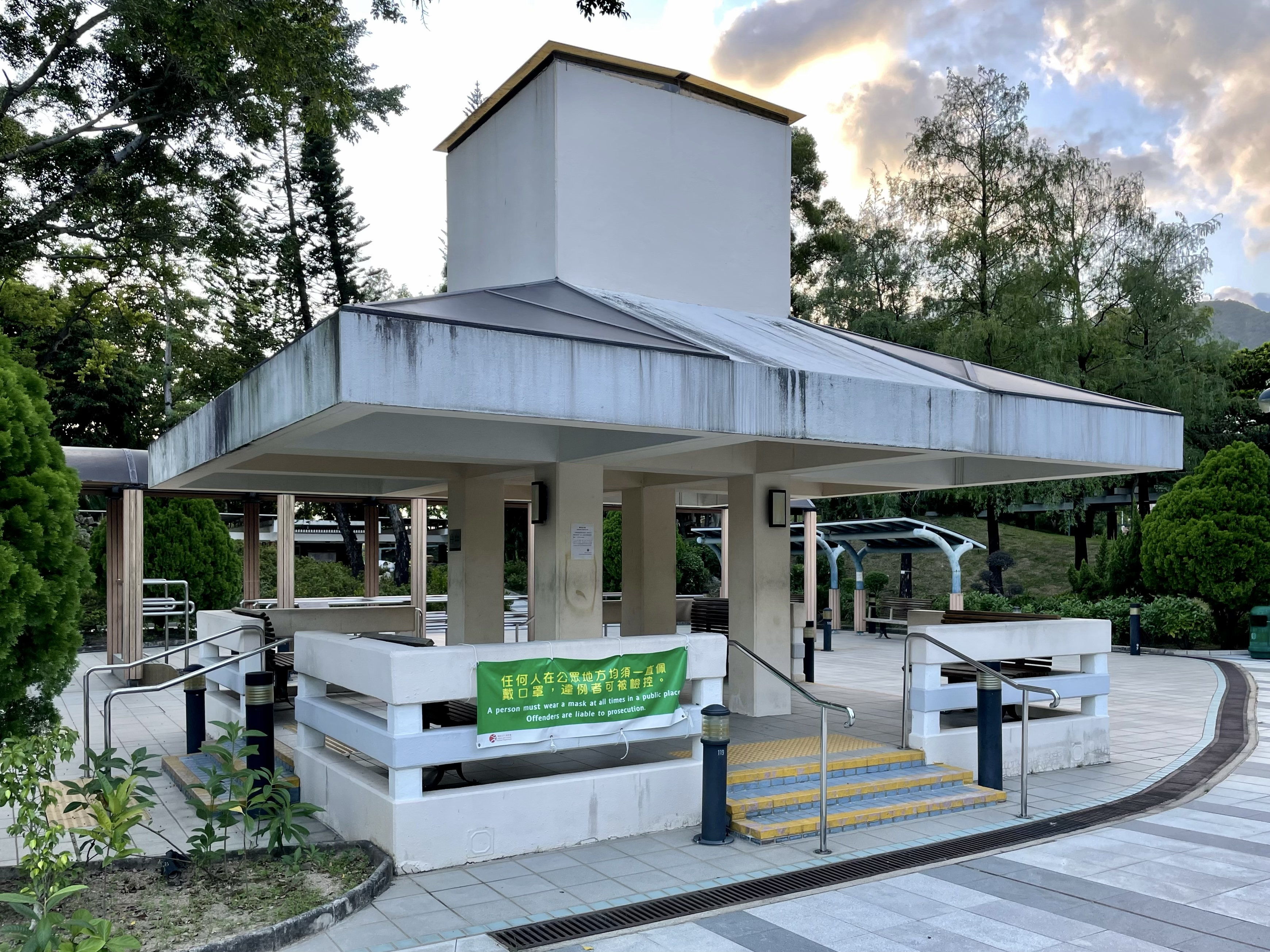
池塘涼亭特寫

## 禁煙安排
- 此場地全面禁煙。

## 外部連結
- 【忙裡偷閒】極簡單平靜的放鬆好地方 聯合道公園︱kennechu.info （页面存档备份，存于）
- M+藏品：香港九龍聯合道公園（1983年）涼亭（包括模型）及小食亭幻燈片 - 鍾華楠建築設計事務所 （页面存档备份，存于）